# Jokke Kerkhofs
Jos "Jokke" Kerkhofs (9 maart 1956 - 24 december 2004) was een Vlaamse muzikant en muziekkenner.
Kerkhofs was als muzikant drummer bij Big Bill (al in de jaren 1970), The Boxcars, The Popgun (beide jaren 1980) en The Monalisas (jaren 1990). Later speelde hij samen met Jan Van Eyken (De Kreuners) nog bij de Stones tributeband Jumpin' Jackass.
In 1982 stond hij als initiatiefnemer samen met Mil Vandezande aan de wieg van Marktrock in Leuven. Hij werd er samen met Johan Vansina de programmator en stagemanager en het was ook hij die in die functie Clouseau in 1987 door een programmatie op Marktrock mee lanceerde, maar die vooral The Kinks, Lou Reed, Elvis Costello, Iggy Pop, Status Quo, ... naar Leuven bracht. Daarnaast was hij voor meerdere VTM-programma's opnameleider van onder meer de Super 50 (met Francesca Vanthielen en Koen Wauters), Tien om te Zien en Familie, maar ook van Expeditie Robinson bij VT4 via het facilitair bedrijf Outside Broadcoast. Met zijn echtgenote had hij een verhuurbedrijf van muziekinstrumenten.
Van bij de start van Studio Brussel in 1983 met onder andere Jan Schoukens, Paul De Wyngaert, Jan Hautekiet en Jos Van Oosterwyck werd hij muzieksamensteller. Kerkhofs heeft in die jaren mee de sound en muziekkeuze van Studio Brussel bepaald.
Kerkhofs overleed op kerstavond 2004 aan een hartaanval.
Jokke Kerkhofs was getrouwd en vader van twee dochters, onder wie Katrin Kerkhofs, programmamaker van Duivelse Vrouwen en echtgenote van Dries Mertens. Katrin kreeg bij haar huwelijk de - gerestaureerde - Volvo Amazon waarmee haar vader vroeger reed.
Een van de zitbanken op de Leuvense Grote Markt, bij het Tafelrond, draagt een herdenkingsplaatje voor Jokke Kerkhofs.